# Franz Kutschera (malíř)
Franz Kutschera, česky František Kučera (narozen 1806,nebo 1807 Lobkovice, 1871 Vídeň) byl český malíř-krajinář, později také ředitel Ditrichštejnských uměleckých sbírek ve Vídni.

## Život a dílo
O jeho původu není zatím nic známo. V letech 1823-1825 studoval malířství na Akademii výtvarných umění v Praze. Ve třicátých letech pobýval díky stipendiu knížete Dittrichštejna na Akademii výtvarných umění v Mnichově a na studijní cestě po Rakousku a Itálii.
Nejstarší dochovaný obraz této cesty, je datovaný a signovaný pohled na pevnost nad obcí Massa v Toskánskuː
- Pevnost Massa u Carrary (1833) [4]

Tři obrazy z italské cesty vystavil v pražském Klementinu roku 1839ː
- Pohled na zámek Gräfenstein v dolním Rakousku
- Pohled na Castel Gandolfo u Říma
- Sabinské hory v italském Laziu

dále namaloval a vystavovalː
- Lesní partie z panství Mašťovského, (1845) pro knížete Kamila Rohana
- Krajina z jihoitalské Kampánie (1845), pro knížete Ditrichštejna[3]

V roce 1838 byl společně s Josefem Krannerem a Josefem Maxem členem deputace, která v Praze protestovala proti Nobileho dostavbě Staroměstské radnice.
Tři obrazy vystavoval roku 1841 na výstavě v Liberci, konané na podporu tamní kreslířské školy
- Krajina
- Dianina grotta u Albanského jezera (součást Domitianovy vily u Castel Gandolfo)
- Křivoklát podle skutečnosti namalovaný

V letech 1841-1850 byl činným členem Společnosti pro povzbuzení průmyslu a řemesel v Čechách, V letech 1843-1850 bydlel v Praze na Malé Straně v Cihelné ulici čp. 103/III u Wilhelminy Hergetové.
V padesátých a šedesátých letech žil ve Vídni, dělal ředitele knížecích dietrichštejnských uměleckých sbírek a kromě toho inzeroval jako malíř-krajinář. Podle adresy bydliště na předměstí u Solné brány se mu příliš nedařilo, po smrti mecenáše v roce 1864 jeho ředitelská funkce zůstala patrně jen čestným titulem v adresáři.. V roce 1870 Kutschera již neinzeroval a v následujícím roce zemřel.
V Praze se objevoval zřídka, jedinou zprávu o něm podal roku 1855 deník Prager Zeitung v rubrice přicestovalých k 22. listopadu 1855, kdy Maler Kutschera von Lobosic přijel a ubytoval se v hotelu Sax.